# Schadenbergs Borkenratte

Verbreitungsgebiet von Schadenbergs Borkenratte

Schadenbergs Borkenratte (Crateromys schadenbergi) ist ein Nagetier in der Unterfamilie der Altweltmäuse, das auf den Philippinen verbreitet ist. Sie nimmt dieselbe ökologische Nische, wie große Hörnchen in anderen tropischen Regionen ein. Der Artzusatz im wissenschaftlichen Namen ehrt den deutschen Forscher Alexander Schadenberg.

## Merkmale
Als größter Vertreter der Gattung Borkenkletterer erreicht die Art eine Kopf-Rumpf-Länge von 303 bis 374 mm, eine Schwanzlänge von 300 bis 390 mm und ein Gewicht von 1,3 bis 1,5 kg. Die Hinterfüße sind etwa 72 mm lang und die Länge der Ohren beträgt 30 bis 32 mm. Die Farbe des Fells auf der Ober- und Unterseite kann zwischen weiß, grau, schwarz und verschiedenen Brauntönen variieren. Bei manchen Exemplaren ist der Kopf oder ein Band um die Schultern abweichend gefärbt. Das lange, dichte und weiche Fell setzt sich auf dem Schwanz fort. In der Nähe der Ohren mit schwarzen Haaren befindet sich manchmal ein heller Fleck. Bei den meisten Exemplaren entspricht die Farbe der Füße dem oberseitigen Fell. Das Gesicht ist durch lange dunkle Vibrissen gekennzeichnet. Die vier paarig angeordneten Zitzen der Weibchen befinden sich im Leistenbereich. Wie bei allen Mitgliedern der Gattungsgruppe Phloeomyini ist die Harnröhrenmündung bei Weibchen ausgestülpt und kann mit einer männlichen Penisvorhaut verwechselt werden.

## Verbreitung
Die Art lebt endemisch in Gebirgen der Insel Luzon zwischen 2000 und 2500 Meter Höhe. Die Population am Mount Data scheint ausgestorben zu sein. Schadenbergs Borkenratte hält sich in Wäldern auf, die von Eichen dominiert werden.

## Lebensweise
Die Exemplare leben in Bäumen und ruhen in selbstgebauten Nestern aus Zweigen. Der Innenraum wird mit Moos, Farn und Nadeln von Nadelbäumen gepolstert. Schadenbergs Borkenratte nutzt zusätzlich Baumhöhlen und Hohlräume zwischen Wurzeln als Versteck. Allgemein lebt jedes Individuum für sich. Laut Berichten von Einheimischen kommen auch Paare mit Jungtieren vor. Schadenbergs Borkenratte frisst weiche Pflanzenteile und Knospen. Dieses Nagetier äußert sich gelegentlich mit insektenartigen Schreien. Pro Wurf werden ein oder zwei Nachkommen geboren. Tiere in Gefangenschaft lebten maximal vier Jahre.

## Gefährdung
Dieses Nagetier wird für sein Fleisch und seinen Pelz gejagt. Weiterhin wirkt sich die Umwandlung der Wälder in Plantagen negativ aus. Laut Berichten der Lokalbevölkerung ist die Art etwas seltener als die Nördliche Luzon-Riesenborkenratte. Die Größe des Verbreitungsgebiets beträgt etwa 3300 km². Die IUCN listet Schadenbergs Borkenratte als stark gefährdet (endangered).